# Phaeosphaeriopsis glaucopunctata
Phaeosphaeriopsis glaucopunctata är en svampart som först beskrevs av Robert Kaye Greville, och fick sitt nu gällande namn av M.P.S. Câmara, M.E. Palm & A.W. Ramaley 2003. Phaeosphaeriopsis glaucopunctata ingår i släktet Phaeosphaeriopsis och familjen Phaeosphaeriaceae.  Arten är reproducerande i Sverige. Inga underarter finns listade i Catalogue of Life.